# تانگشان

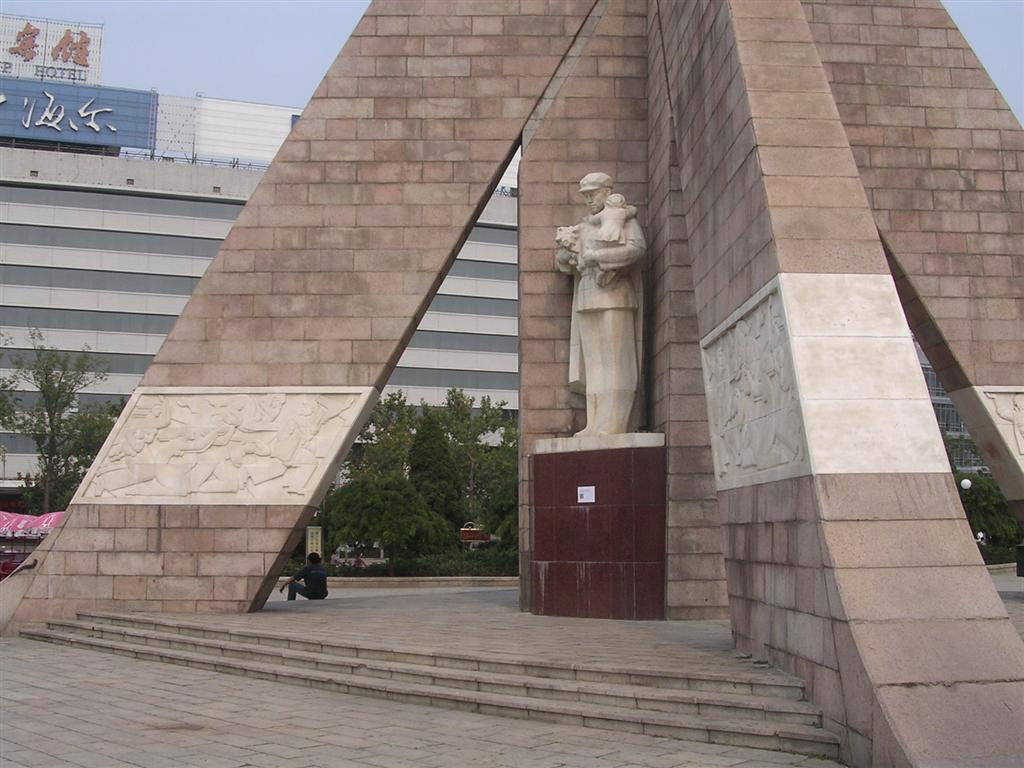
بنای یادبود زمین لرزه ویرانگر تانگشان.

تانگ‌شان (به چینی: 唐山 به انگلیسی: Tangshan) یکی از شهرهای کشور جمهوری خلق چین است. جمعیت آن در سال ۲۰۰۸ میلادی برابر ۱،۶۰۹،۱۸۴ نفر تخمین زده شده‌است . جمعیت آن با حومه بیش از هفت میلیون و صد هزار نفر است .
تانگشان در استان هِبهِ یی در شرق چین قرار گرفته‌است. زمین لرزه ویرانگری در سال ۱۹۷۶ میلادی، این شهر را با خاک یکسان کرد. این زمین لرزه که ۷٫۸ ریشتر قدرت داشت باعث کشته شدن دست کم دویست و پنجاه هزار نفر شد. پس از آن این شهر به صورت کامل بازسازی شد و از مراکز توریستی و صنعتی چین شد.